# Funicular de Fourvière
El funicular de Fourvière, senyalitzat amb l’indicador F2, és una de les dues línies del funicular de Lió que encara funcionen a Lió. Connecta l'estació de Vieux Lyon - Cathédrale Saint-Jean amb el cim del turó de Fourvière . Inaugurat el 6 d'octubre de 1900 amb un ample de via de 1.000 mm, es va transformar a 1.330 mm el 1970. El pendent màxim és de 310 mm/m. La línia funciona amb una sola via i un passadís al mig amb 2 trens d’un sol vagó.
La línia Fourvière es va modernitzar el 1970.Es van substituir els dos vagons, els antics van anar a dos museus: un al "Musée de l'automobile Henri-Malartre" de Rochetaillée-sur-Saône, l'altre al "Musée des transports urbains, interurbains et ruraux" de Chelles.

## Estacions
Estacions de la línia d'est a oest:
| Estació                            | Lat./Long.                  | Barris atesos | Correspondència                                                  |
| ---------------------------------- | --------------------------- | ------------- | ---------------------------------------------------------------- |
| Vieux Lyon - Cathédrale Saint-Jean | 45° 45′ 36″ N, 4° 49′ 35″ E | Lyon 5è       | Metro de Lió/línia D, Funicular línia F1, Bus TCL/C20,C20E,27,31 |
| Fourvière                          | 45° 45′ 44″ N, 4° 49′ 17″ E | Lyon 5è       |                                                                  |